# Marcus Mattioli
Pour les articles homonymes, voir Mattioli.
Marcus Laborne Mattioli, né le 18 octobre 1960, est un nageur brésilien, spécialiste des courses de nage libre et de papillon.

## Carrière
Aux Jeux panaméricains de 1979 à San Juan (Porto Rico), Marcus Mattioli est médaillé d'argent du relais 4×200 mètres nage libre et médaillé de bronze du relais 4×100 mètres nage libre.
Aux Jeux olympiques de 1980 à Moscou, Marcus Mattioli est médaillé de bronze du relais 4×200 mètres nage libre.
Il est médaillé de bronze des relais 4×100 mètres nage libre et 4×100 mètres quatre nages à l'Universiade d'été de 1981 à Bucarest.